# 富永靖雄
富永 靖雄(とみなが やすお、1937年3月5日 - ）は、日本の経営者。横浜ゴム社長、会長を務めた。神奈川県出身。

## 経歴
1960年に慶應義塾大学経済学部を卒業し、同年に橫濱護謨製造(のちの横浜ゴム)に入社。1991年3月に取締役に就任し、1995年3月に常務、1996年6月に専務を経て、1999年4月に社長に就任。2004年6月に会長に就任。